# VnK-Strecke
| Ausfädelung der VnK-Strecke (oben links) in Rummelsburg |                      |                                      |                                      |
| Streckennummer: | 6070                 |                                      |                                      |
| Streckenlänge: | 7,8 km               |                                      |                                      |
| Spurweite: | 1435 mm (Normalspur) |                                      |                                      |
| Stromsystem: | 15 kV 16,7 Hz ~      |                                      |                                      |
| |                      |                                      |                                      |
| \| \| \| von Berlin Friedrichstraße \| \| \| \| −0,2 \| Berlin Ostbahnhof \| Berlin Ostbahnhof \| \| \| \| B 96a \| \| \| \| \| Berlin Warschauer Straße \| \| \| \| \| Berlin Ostkreuz \| \| \| \| \| nach Berlin-Lichtenberg \| \| \| \| \| Berlin-Rummelsburg \| \| \| \| \| Verbindung von der Ringbahn \| \| \| \| \| Berlin-Rummelsburg Betriebsbahnhof \| \| \| \| 3,9 \| nach Berlin-Köpenick \| nach Berlin-Köpenick \| \| \| \| nach Berlin-Köpenick \| \| \| \| \| zum Berliner Außenring (BAR) \| \| \| \| \| U5 von Alexanderplatz \| \| \| \| \| BAR, früher Güteraußenring (GAR) \| \| \| \| \| Biesdorf-Süd \| \| \| \| \| Abzweig Grabensprung vom GAR/BAR \| \| \| \| \| Elsterwerdaer Platz \| \| \| \| \| B 1, B 5 \| \| \| \| \| über Berlin Wuhletal nach Hönow (U5) \| \| \| \| \| von Berlin-Lichtenberg \| \| \| \| \| Berlin Wuhletal \| \| \| \| 11,74 \| Berlin-Kaulsdorf \| Berlin-Kaulsdorf \| \| \| \| nach Strausberg \| \| |                      |                                      |                                      |
| Strecke · Strecke |                      | von Berlin Friedrichstraße           | von Berlin Friedrichstraße           |
| Bahnhof · S-Bahnhof | −0,2                 | Berlin Ostbahnhof                    | Berlin Ostbahnhof                    |
| Strecke mit Straßenbrücke · Strecke mit Straßenbrücke |                      | B 96a                                | B 96a                                |
| Strecke · S-Bahnhof |                      | Berlin Warschauer Straße             | Berlin Warschauer Straße             |
| Kreuzung geradeaus unten · Turm-S-Bahnhof geradeaus unten |                      | Berlin Ostkreuz                      | Berlin Ostkreuz                      |
| Strecke · Abzweig geradeaus und nach links |                      | nach Berlin-Lichtenberg              | nach Berlin-Lichtenberg              |
| Strecke · S-Bahn-Halt |                      | Berlin-Rummelsburg                   | Berlin-Rummelsburg                   |
| Kreuzung geradeaus unten · Kreuzung geradeaus unten |                      | Verbindung von der Ringbahn          | Verbindung von der Ringbahn          |
| Dienststation / Betriebs- oder Güterbahnhof · S-Bahn-Halt |                      | Berlin-Rummelsburg Betriebsbahnhof   | Berlin-Rummelsburg Betriebsbahnhof   |
| Abzweig geradeaus und nach rechts · Strecke | 3,9                  | nach Berlin-Köpenick                 | nach Berlin-Köpenick                 |
| Kreuzung geradeaus oben · Strecke nach rechts |                      | nach Berlin-Köpenick                 | nach Berlin-Köpenick                 |
| Abzweig ehemals geradeaus und nach links |                      | zum Berliner Außenring (BAR)         | zum Berliner Außenring (BAR)         |
| Abzweig mit U-Bahn ehemals geradeaus und von rechts |                      | U5 von Alexanderplatz                | U5 von Alexanderplatz                |
| U-Bahn-Kreuzung mit Eisenbahn geradeaus unten |                      | BAR, früher Güteraußenring (GAR)     | BAR, früher Güteraußenring (GAR)     |
| U-Bahn-Bahnhof |                      | Biesdorf-Süd                         | Biesdorf-Süd                         |
| U-Bahn-Abzweig mit Eisenbahn geradeaus und ehemals von rechts |                      | Abzweig Grabensprung vom GAR/BAR     | Abzweig Grabensprung vom GAR/BAR     |
| U-Bahn-Haltepunkt / Haltestelle |                      | Elsterwerdaer Platz                  | Elsterwerdaer Platz                  |
| U-Bahn-Brücke |                      | B 1, B 5                             | B 1, B 5                             |
| Abzweig mit U-Bahn ehemals geradeaus und nach links |                      | über Berlin Wuhletal nach Hönow (U5) | über Berlin Wuhletal nach Hönow (U5) |
| Abzweig ehemals geradeaus und von links · Strecke von links |                      | von Berlin-Lichtenberg               | von Berlin-Lichtenberg               |
| Strecke · S-Bahnhof |                      | Berlin Wuhletal                      | Berlin Wuhletal                      |
| ehemaliger Bahnhof · S-Bahnhof | 11,74                | Berlin-Kaulsdorf                     | Berlin-Kaulsdorf                     |
| Strecke · Strecke |                      | nach Strausberg                      | nach Strausberg                      |

Die VnK-Strecke war eine 1901 in Betrieb genommene, etwa acht Kilometer lange zweigleisige Eisenbahnstrecke zwischen dem Betriebsbahnhof Berlin-Rummelsburg an der Schlesischen Bahn und dem Bahnhof Kaulsdorf an der Ostbahn. Sie ermöglichte den durchgehenden Fernverkehr zwischen der Berliner Stadtbahn und der Ostbahn.
Anlass für den Bau der Strecke war der viergleisige Ausbau von Schlesischer Bahn und Ostbahn. Dabei wurden die Vorortgleise von den Ferngleisen getrennt, was den Übergang zwischen den Ferngleisen beider Bahnen erschwerte. Ein Bauwerk für niveaufreies Kreuzen des Vorortverkehrs der Schlesischen Bahn ließ sich aus Platzgründen erst östlich der im Bereich des Bahnhofs Stralau-Rummelsburg liegenden Trennung von der Trasse der Ostbahn errichten, was den Bau einer separaten Verbindungsstrecke zur Ostbahn erforderte.
Die Abkürzung VnK steht dabei für Verbindung nach Kaulsdorf, auch: Verbindung nach Küstrin (was jedoch bis 1928 Cüstrin geschrieben wurde) oder: von und nach Kaulsdorf beziehungsweise Küstrin sind übliche Deutungen.
Mit dem Ende des Fernverkehrs auf der Ostbahn nach 1945 aufgrund der Oder-Neiße-Grenze verlor die VnK-Strecke an Bedeutung. Der östliche Teil der Strecke jenseits des Berliner Außenrings wurde 1978 stillgelegt und anschließend abgebaut. Auf Teilen des Unterbaus liegen heute die Gleise der U-Bahn-Linie U5. Der westliche Streckenabschnitt ist eingleisig in Betrieb. Er hat seine früheren Aufgaben im Personenverkehr nach 2006 weitgehend verloren und wird vor allem für Überführungsfahrten genutzt.

## Geschichte
Im Zusammenhang mit dem Bau der 1882 eröffneten Berliner Stadtbahn wurden die Bahnanlagen an der Ostgrenze des damaligen Berliner Stadtgebietes umgebaut. Die Ostbahn wurde im Bereich des Bahnhofs Stralau-Rummelsburg (heute: Ostkreuz) in die Schlesische Bahn geführt und über diese an die Stadtbahn angeschlossen. Der Kopfbahnhof der Schlesischen Bahn wurde zum Durchgangsbahnhof umgebaut, der nördlich davon gelegene alte Berliner Ostbahnhof diente nur noch dem Güterverkehr.
Ende des 19. Jahrhunderts gerieten die Bahnstrecken an ihre Kapazitätsgrenzen. Lösung sollte ein viergleisiger Ausbau von Ostbahn und Schlesischen Bahn mit Trennung der Gleise für den Vorortverkehr von denen des Fernverkehrs sein. Eine niveaufrei die dazwischenliegenden Vorortgleise kreuzende Verbindung zwischen den Ferngleisen der Schlesischen Bahn und der Ostbahn war aus Platzgründen im Bereich der Streckentrennung nicht möglich. So wurde eine völlig neue Verbindungsstrecke gebaut, die erst im weiter östlich gelegenen Rangierbahnhof Rummelsburg von der Schlesischen Bahn abzweigte und in Kaulsdorf wieder die Ostbahn erreichte.

Gebiet östlich Berlins im Jahr 1912 mit den beiden Bahnverbindungen von Stralau-Rummelsburg (links) nach Kaulsdorf (rechts) – VnK-Strecke in Bildmitte, Ostbahn im oberen Bildteil

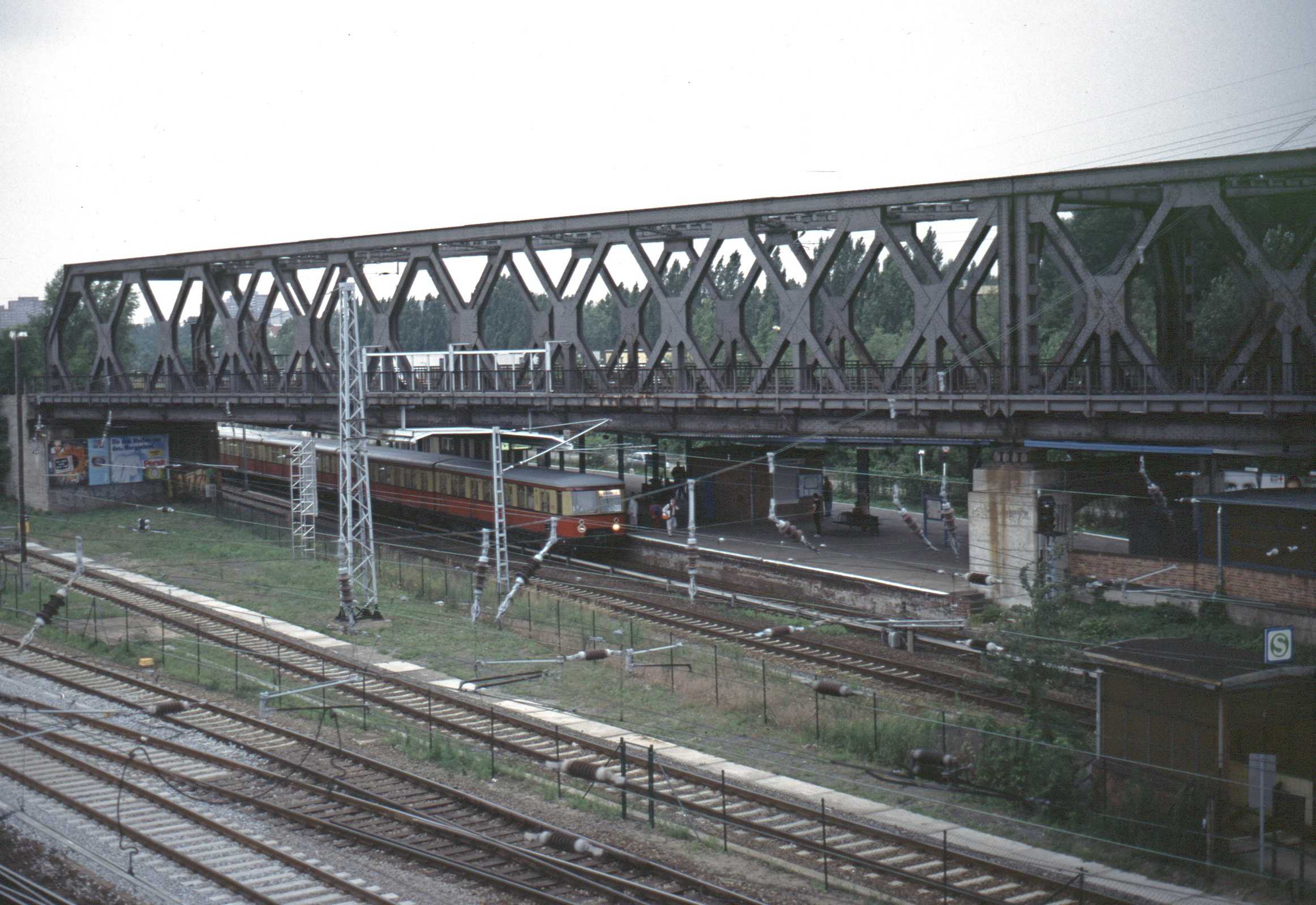
Brücke der VnK-Strecke über den S-Bahnhof Rummelsburg Betriebsbahnhof, 1998

Die acht Kilometer lange Strecke stand ab dem 29. Januar 1901 für den Personenverkehr, vorrangig den Fernzügen, zur Verfügung. Nach ihrer Fertigstellung konnten sowohl auf der Ostbahn zwischen Stralau-Rummelsburg und Lichtenberg-Friedrichsfelde (1. Oktober 1903) und der Schlesischen Bahn Richtung Erkner (1. Mai 1904) die Trennung von Vorort- und Fern- beziehungsweise Güterverkehr verwirklicht und die Vorortgleise beider Strecken an die Stadtgleise angebunden werden.
Der am 31. Dezember 1940 eröffnete Teilabschnitt Güteraußenring (GAR) aus Richtung Süden kreuzte die VnK bei Biesdorf-Biesenhorst. Mit der Eröffnung war auch eine 1,2 Kilometer lange Verbindungskurve zur VnK-Strecke (ostwärts), die sogenannte Grabensprungkurve, entstanden. Im Jahr 1948 gab es Versuche, einen Personenverkehr mit Triebwagen von Grünau über den GAR, die Grabensprungkurve und den Ostteil der VnK-Strecke nach Berlin-Kaulsdorf zu etablieren. Am Anschlusspunkt der Grabensprungkurve an die VnK-Strecke entstand dabei ein provisorischer Haltepunkt. Der Verkehr wurde jedoch nach wenigen Monaten wieder eingestellt.
Nach dem Zweiten Weltkrieg entfiel als Folge der neuen Grenzziehung mit Polen der Fernverkehr auf der Ostbahn ganz. Die Reisezüge Richtung Osten begannen seit 1951 nur noch in Strausberg oder in Berlin-Lichtenberg und benutzten die VnK-Strecke nicht mehr.
Im Herbst 1966 wurde der Abschnitt zwischen der Grabensprungkurve und der inzwischen vorhandenen, diagonal gegenüberliegenden Verbindungskurve VnK-GAR (Stralsunder Kurve, nordwärts) stillgelegt. Das östliche Teilstück der VnK-Strecke wurde 1969 zu einer Nebenbahn umgewandelt. Bei der Neugestaltung des Berliner Außenrings Anfang der 1970er Jahre wurde eine Verbindungskurve (ostwärts) vom Güteraußenring zur Ostbahn in die Bauten am nördlicher gelegenen Biesdorfer Kreuz integriert. Damit wurde der östliche Abschnitt der VnK-Strecke entbehrlich. Am 1. April 1978 fand die letzte Zugfahrt statt, unmittelbar darauf wurde der östliche Teil der VnK-Strecke und die Grabensprungkurve abgebaut. Eine Verbindung am Biesdorfer Kreuz vom westlichen Abschnitt der VnK-Strecke zur Ostbahn in Richtung Osten war damals geplant, aber bis heute nicht gebaut worden. Das Land Brandenburg hat die Grundlagenermittlung zum Ausbau der Ostbahn im Jahr 2022 erneut aufgenommen und eine Machbarkeitsstudie ausarbeiten lassen. Eine Option ist die Anbindung der Ostbahn über das Biesdorfer Kreuz (Abzweig BBIKV) und die VnK-Strecke an die Stadtbahn zur Sicherung einer umsteigefreien Verbindung zum nationalen Fernverkehr Deutschlands. Eine ausschließliche Führung nach Ostkreuz würde einen weiteren Umstieg in S- oder U-Bahn erfordern.
Von 1985 bis 1988 wurde auf der östlichen Bahntrasse die heutige U-Bahn-Linie U5 nach Hönow gebaut.
Der westliche Streckenteil Rummelsburg – Außenring blieb dagegen in Betrieb und diente dem Verkehr von Berlin Ostbahnhof über den Außenring nach Norden. Auch nach der Sanierung von 1994 bis 1998 der Stadtbahn wurde Regionalexpress- und Fernverkehr aus dem Berliner Zentrum vor allem Richtung Stralsund über sie geführt. Nach Eröffnung der neuen Nord-Süd-Strecke durch Berlin im Mai 2006 nahm die Bedeutung der VnK-Strecke ab. Im Jahr 2009 wurde sie nur noch von einem Nachtzugpaar (City Night Line) München – Berlin-Lichtenberg und von einem Zugpaar Potsdam – Szczecin sowie für Überführungsfahrten genutzt. Vom Dezember 2016 bis Mai 2017 wurde die Strecke regelmäßig von Reisezügen des privaten Eisenbahnverkehrsunternehmens Locomore befahren, die seit Ende 2017 unter dem Namen Flixtrain erneut angeboten werden. Seit dem Fahrplan 2024 erhöhte sich das Betriebsprogramm kontinuierlich, nach dem Markteintritt externer EVU in den SPNV-Markt und die Verdichtung der Takte auf der RB 25, RB 26, RB 33, RB 37, RE 1 und RE 7. Die Fahrzeugparks werden größtenteils in Berlin-Lichtenberg W3 und Eberswalde gewartet und abgestellt.